# Parti russe d'Estonie
Pour les articles homonymes, voir Parti russe.
Le Parti russe d'Estonie (en estonien : Vene Erakond Eestis, VEE) était un parti politique estonien. Non représenté au Riigikogu, le parlement estonien, le parti a obtenu 1 082 suffrages aux élections législatives de 2007, puis 5 029 aux élections de 2011. Il est, avec le Parti de la constitution, l'un des deux partis politiques estoniens à vouloir représenter la minorité russe en Estonie. Le VEE est cependant plus conservateur et nationaliste que le Parti de la Constitution, qui a fusionné avec le Parti de la gauche estonienne pour former le Parti de la gauche unie estonienne.
Le 12 janvier 2012, le Parti russe d'Estonie fusionne avec le Parti social-démocrate.